# Santiago Texacuangos
Santiago Texacuangos es un distrito del municipio de San Salvador Sur del departamento de San Salvador, El Salvador. De acuerdo al Censo de Población y Vivienda de 2024, tiene 20.081 habitantes.

## Toponimia
El topónimo de Texacuangos es náhuat y significa «Valle de Altas Piedras» o «Lugar Amurallado» (tex: piedra; acu: alto; ango: valle). Según otra acepción es «Lugar donde abundan los Corrales».
A través de la historia ha tenido las siguientes denominaciones: Tequecaquango o Tequezaquango (1548), Teccacuangos o Teczacuangos (1575), Teozaquango o Teozacuango (1577), Tetzacuango (1586), y Santiago de los Tezacuangos (1689).

## Historia
En 1740, según el alcalde mayor de San Salvador, en Santiago Texacuangos habitaban trescientos quince indios tributarios (unos 1577 habitantes). Para 1824 formó parte del departamento de San Salvador. Cinco años después (1829) en el presbiterio de su iglesia fue sepultado José Mariano Calderón, cura párroco de los Texacuangos (región que incluía a Santo Tomás y Santiago Texacuangos) quien fue suscriptor del Acta de Independencia de 1821, y primer presidente del Congreso Consituyente de El Salvador. La localidad formó parte desde 1836 a 1839 del Distrito Federal de Centroamérica. 
El alcalde electo para el año de 1872 era don Juan Gregorio López.
El alcalde electo para el año de 1873 era don Juan de Dios Vasquez. Fue afectado por el terremoto del 19 de marzo de 7.3 grados de richter que destruyó a San Salvador.
Según Decreto Legislativo del 21 de septiembre de 2000, publicado en el Diario Oficial del 14 de octubre del mismo año, se le otorgó el título de «ciudad», cuando fungía como Alcaldesa Doña Aída Mendoza de Estupinián, benefactora del pueblo; en cuya administración se construyó el mercado municipal, la plaza pública, proyectos de agua potable y electrificación en todos las zonas rurales. Recientemente,  la calle principal de la población fue denominada "Aída de Estupinián", como un homenaje póstumo a su invaluable gestión edilicia. Finalmente fue declarado como distrito dentro del municipio de San Salvador Sur en 2024.

## Información general
Santiago Texacuangos está limitado al Norte por Ilopango; al Este, por el Lago de Ilopango y San Francisco Chinameca; al Sur, Olocuilta; y al oeste, Santo Tomás. Para su administración se divide en 5 cantones (El Morro, Joya Grande, Asino, Shaltipa y La Cuchilla) y 20 caseríos. El principal río que atraviesa el territorio es El Sauce (sólo en invierno). En cuanto a su orografía, carece de grandes elevaciones, pero sí existen pequeñas cimas como Chilcuyo, El Morro y Ojo de Agua, entre otros. Su clima es fresco y agradable, y pertenece al tipo de tierra caliente y templada. El monto pluvial anual oscila entre 1.700 y 1.800 mm. Cubre un área de 30.5 km² y la cabecera tiene una altitud de 787.7 m s. n. m. 
La ruta de autobuses 21 da servicio de transporte desde el poblado hasta San Salvador. El transporte para el cantón El Morro, por la Antigua Carretera a Zacatecoluca, es deficiente. Sólo dan servicio (desde la Avenida Cuscatlán, en el centro de San Salvador) algunos microbuses de la ruta 21 vía Autopista, que generalmente son confundidos con los que van hacia Santiago Texacuangos. 
El cantón Joya Grande carece de servicio de transporte público.
Entre la producción agrícola del municipio destacan el cultivo de café, cereales, piña, plátano, naranja, yuca, cocotero y pepino, entre otros. En el rubro pecuario hay crianza de ganado vacuno, bovino, porcino y aves de corral. Las industrias principales incluyen la elaboración de telas hechas a mano, colchas de hilo, mantas, muñecas y flores de tusa, y productos lácteos, entre otros. En cuanto al comercio hay disponibilidad de tiendas, almacenes, pupuserías, y otros pequeños negocios. La localidad dispone del balneario de Joya Grande en el Lago de Ilopango, donde se localizan pequeños merenderos que ofrecen guapotes, tilapias y mojarras, variedades de peces nativas del lago. La carretera a Joya Grande no está  pavimentada y es casi intransitable en invierno. 
Las pupusas  que los  lugareños ofrecen en la Plaza Pública, gozan de gran popularidad.
Las fiestas patronales se celebran del 20 al 25 de julio, en honor a Santiago Apóstol; las titulares del 18 al 22 de septiembre en honor a San Mateo Apóstol y el 15 de enero se realizan las fiestas del Cristo Negro de Esquipulas.
También es popular la fiesta en honor a san Francisco de Asís, en el cantón El Morro, situado en el kilómetro 15 de la Antigua Carretera a Zacatecoluca. La danza de Moros y Cristianos da colorido a la celebración, el primer fin de semana de octubre. Existe una cofradía de regular organización, que se encarga de los festejos.

## Sitios turísticos
Entre los sitios de atracción turística se encuentra el balneario de Joya Grande, en el lago de Ilopango (playa aledaña al extinto balneario de Asino) y la Plaza Pública, donde hay varias pupuserías que gozan de mucha aceptación.
Además, en el distrito inicia el circuito turístico de la Ruta Panorámica de El Salvador. Esta se caracteriza por ser un corredor panorámico que ofrece diferentes vistas a los paisajes del país, sobre todo, al lago de Ilopango.

## Galería

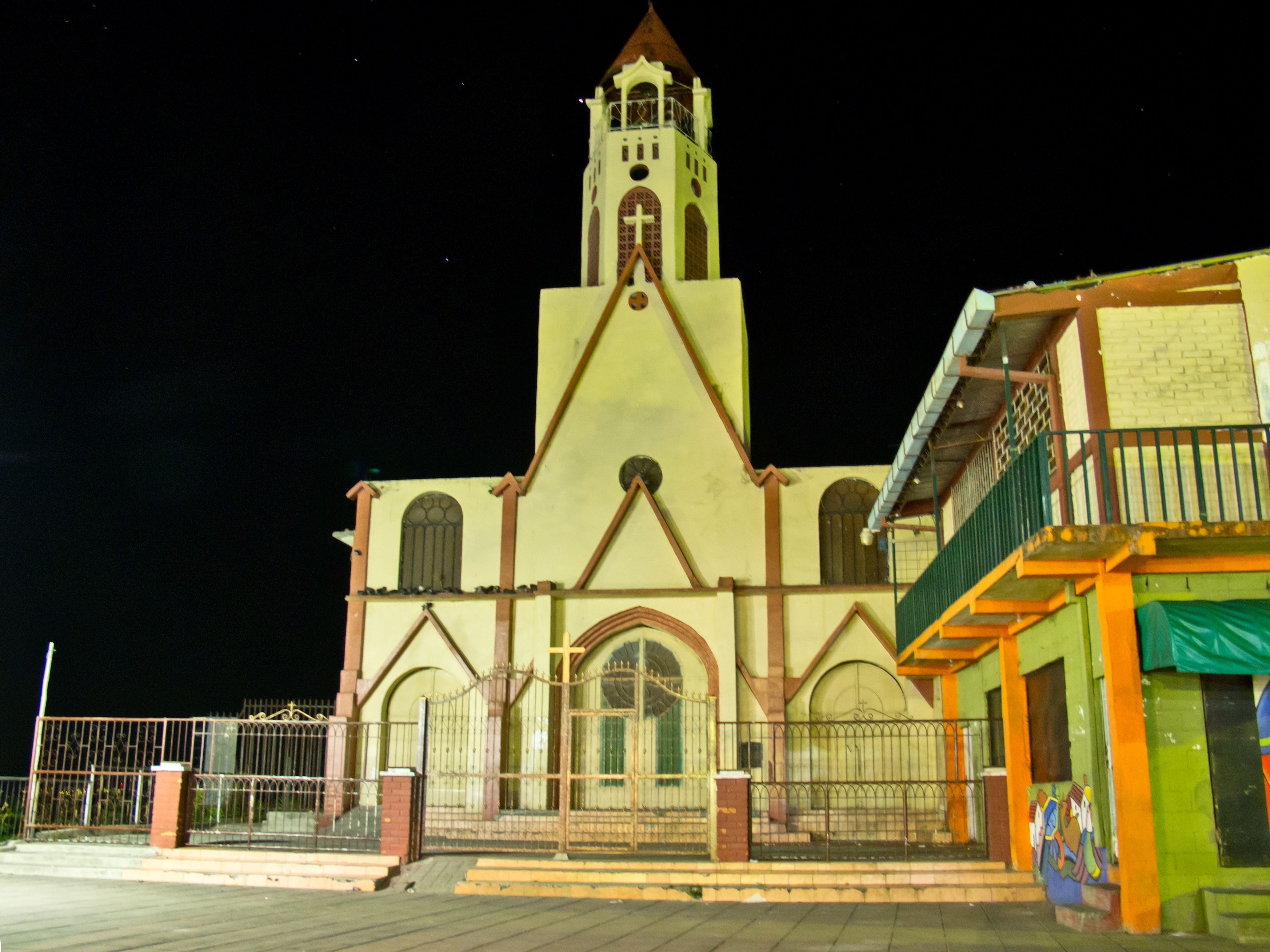
La Iglesia Católica en Santiago Texacuangos
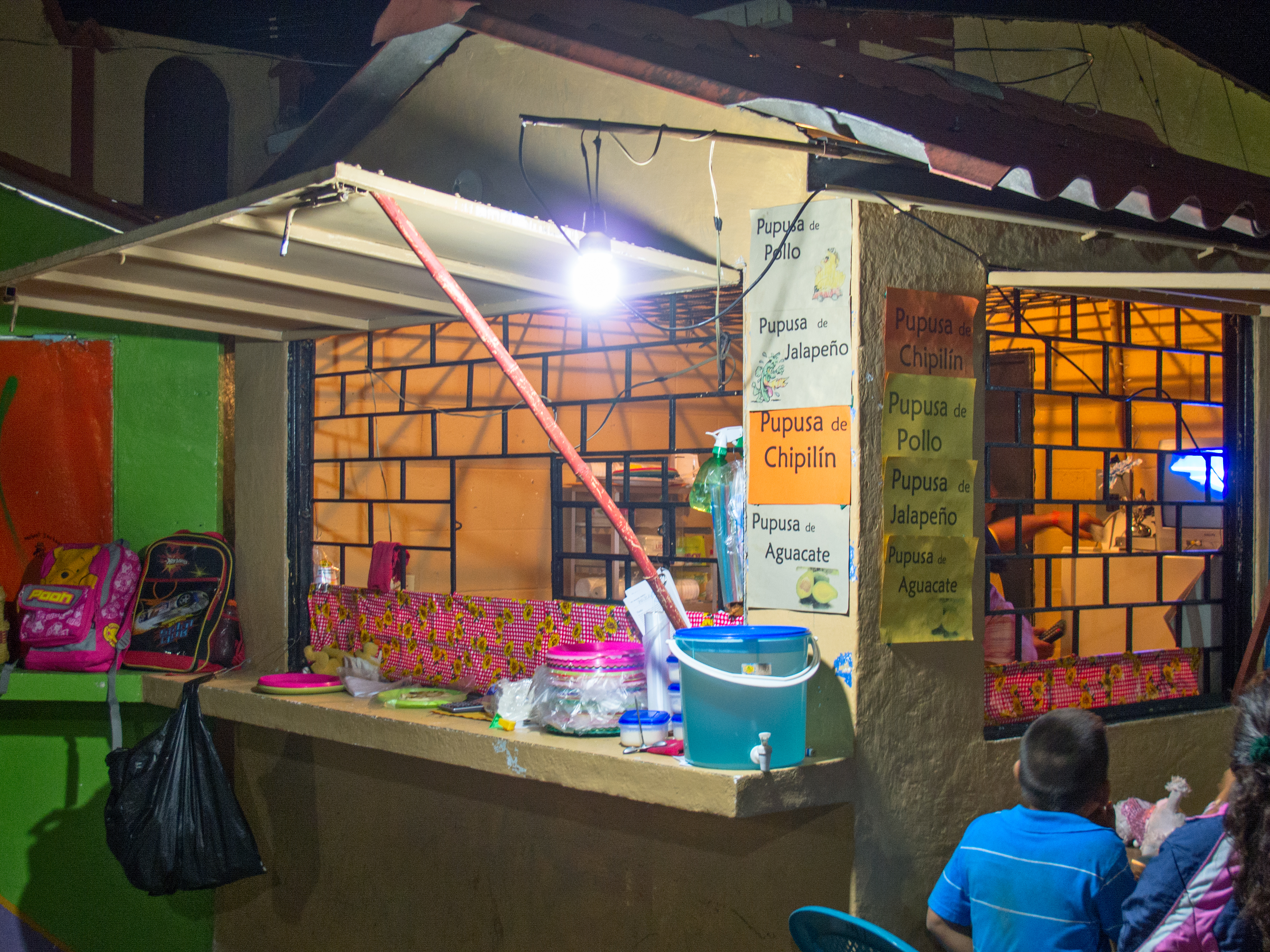
Una pupusería en Santiago Texcuangos
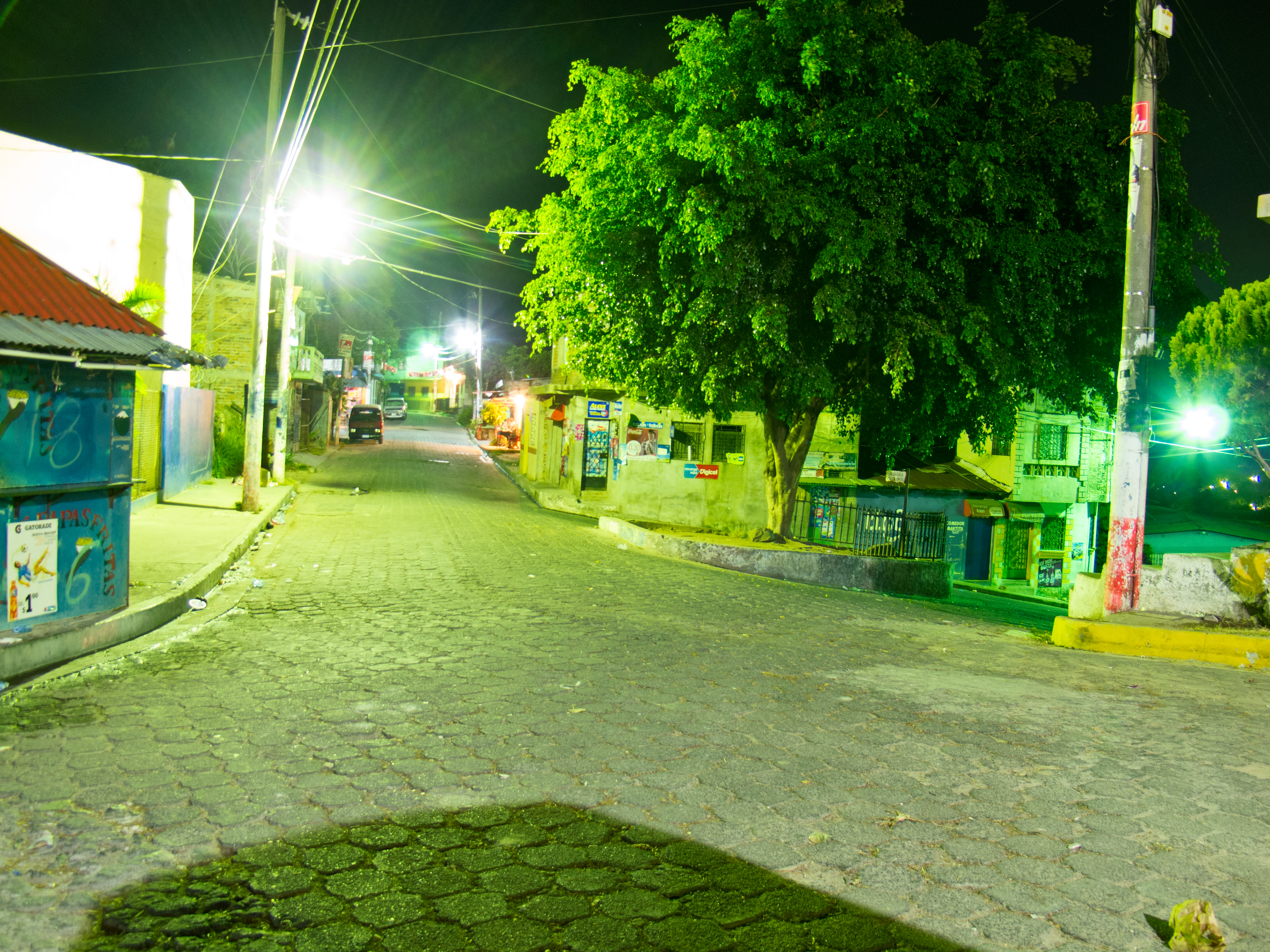
Calles de Santiago Texacuangos
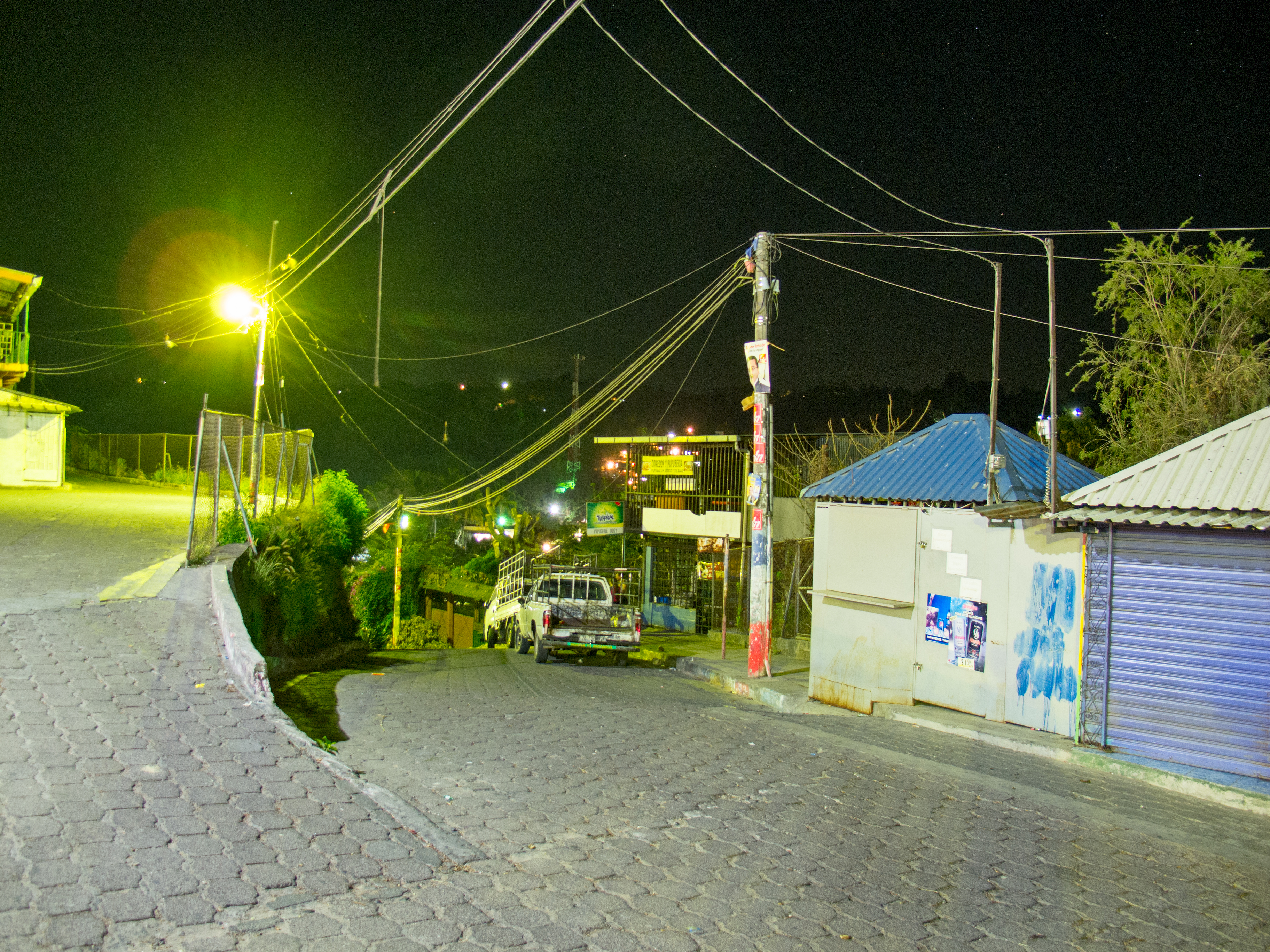
Santiago Texacuangos de noche